# Огублений голосний переднього ряду низького підняття
Огублений голосний переднього ряду низького піднесення (англ. Open front rounded vowel) — один з голосних звуків, дванадцятий з основних голосних звуків.
Інколи називається огубленим переднім низьким голосним.
- У Міжнародному фонетичному алфавіті позначається як [ɶ].
- У Розширеному фонетичному алфавіті SAM позначається як [&].

Звук [ɶ] не існує як окрема фонема у жодній з мов світу.